# 神保光太郎
神保 光太郎（じんぼ こうたろう、1905年11月29日 - 1990年10月24日）は、昭和期の日本の詩人・ドイツ文学者。本名は光太郎（みつたろう）（姓の読みを「じんぼう」とする文献もある）。

## 経歴
山形県山形市生まれ。山形県立山形中学校から山形高校を経て、京都帝国大学文学部独文科を卒業。在学中から同人誌に詩や短歌を発表して新散文詩運動の一翼を担った。
1934年、埼玉県浦和市（現：さいたま市）の別所沼のほとりに家を新築し、生涯にわたって活動拠点とした。この別所沼の家に、神保を兄と慕う立原道造の来訪をしばしば受けている。1935年、保田與重郎や亀井勝一郎らと『日本浪曼派』に参加し、詩誌『四季』などに作品を発表した。その一方で、国粋主義への傾斜を強め、大東亜戦争中は占領したシンガポール（昭南市）で1942年5月1日から6ヶ月間、昭南日本学園の校長を務めた。戦後の1949年からは日本大学芸術学部教授を務めた。
山形市生まれであることから「山形市民の歌」を作詞した。

## 詩集
- 『鳥』（四季社） 1939年[2]
- 『雪崩』（河出書房） 1939年[2]
- 『冬の太郎』（山本書店） 1943年
- 『南方詩集』（明治美術研究所） 1944年[2]
- 『曙光の時』（弘学社） 1945年
- 『青の童話』（薔薇科社） 1953年[2]
- 『陳述』（薔薇科社） 1955年
- 『神保光太郎全詩集』（審美社） 1965年
- 『「日本浪漫派」集』（中島栄次郎、伊藤佐喜雄、保田与重郎、緑川貢共著、新学社、近代浪漫派文庫）  2007年

## その他の著書
- 『昭南日本学園』（愛之事業社） 1943
- 『風土と愛情 : 南方文化の培ひ』（実業之日本社） 1943
- 『アラビヤ夜話』（家の光協会、家の光少年少女文庫） 1947
- 『詩のあじわいかた』（要書房、要選書23） 1951
- 『詩の本』 (竹内てるよ共著、朝日新聞社、アサヒ相談室） 1956
- 『名詩鑑賞 立原道造』（講談社、講談社学術文庫） 1979

## 翻訳
- 『誘惑者の日記』（キェルケゴール、三笠書房、世界文学選書48） 1950
- 『ゲーテとの対話』（エッカーマン、三笠書房、世界思想選書4,5） 1949
『ゲーテとの対話』上・下（エッカーマン、角川文庫） 1965

## 編集・編纂
- 『近代絶唱詩集』（中島健蔵共編、日本読書組合） 1948
- 『薄田泣菫詩集』（薄田泣菫、角川文庫）1959
- 『与謝野晶子詩歌集』（与謝野晶子、白凰社） 1969
- 『立原道造詩集』（立原道造、白凰社、青春の詩集 日本篇6）
- 『三好達治詩集』（三好達治、白凰社、青春の詩集 日本篇8）
- 『与謝野晶子詩歌集』（与謝野晶子、白凰社、青春の詩集 日本篇11）
- 『大手拓次詩集』（大手拓次、白凰社、青春の詩集 日本篇12）
- 『津村信夫詩集』（津村信夫、白凰社、青春の詩集 日本篇13）
- 『ドイツ詩集』（編、白凰社、青春の詩集 外国篇10） 1984
『ドイツ詩集』（編、白凰社） 1975：愛蔵版

## 校歌の作詞
山形県内の学校の校歌には、神保の作詞によるものが多い。山形の名勝（蔵王山、最上川、鳥海山など）が学校の所在地に合わせて書かれている。その他山形県外の学校の作詞に携わっている。
- 神奈川大学[5]
- 日本工業大学
- 日本大学豊山中学校・高等学校
- 日本大学山形高等学校
- 北海道札幌啓成高等学校
- 山形県立山形南高等学校
- 山形県立山形西高等学校
- 福島県立小名浜高等学校
- 群馬県立富岡高等学校（昭和26年作）
- 栃木県立宇都宮中央女子高等学校
- 神奈川県立鎌倉高等学校
- 埼玉県立大宮高等学校[6]
- 埼玉県立浦和工業高等学校
- 埼玉県立与野高等学校
- 埼玉県立岩槻高等学校[7]
- 埼玉県立熊谷工業高等学校
- 山形大学附属小学校
- 山形大学附属中学校[8]
- 埼玉大学教育学部附属中学校
- さいたま市立大谷場中学校
- さいたま市立木崎中学校
- さいたま市立与野南中学校
- 越谷市立武蔵野中学校（監修）
- 朝霞市立朝霞第二中学校
- 白岡市立菁莪中学校
- 足立区立東島根中学校
- 立川市立立川第七中学校
- 入間市立金子小学校
- 所沢市立所沢小学校
- 深谷市立幡羅小学校
- 羽生市立手子林小学校
- 加須市北川辺東小学校
- さいたま市立東大成小学校[9]
- さいたま市立栄和小学校[10]
- さいたま市立針ヶ谷小学校[11]
- さいたま市立栄小学校[12]
- さいたま市立仲町小学校[13]

## 企業社歌の作詞
- 大電株式会社 社歌[14] - 1961年 作曲は童謡「月の砂漠」で知られる佐々木すぐる